# シャッター・コントロール
シャッター・コントロール（英語: shutter control）とは、偵察衛星の撮影対象を規制することである。
通常、世界中に地上撮影が可能な商業衛星の画像を販売しているアメリカ合衆国が、自国に不利となる恐れがある場合に、対象地域を指定して撮影やその販売を大統領令で禁止したり、米国の偵察衛星技術を利用している他国の衛星にあらかじめ組み込まれた機能として特定地域の撮影を行なえないように任意のタイミングで規制をかけること。米国以外で、たとえばロシアが行なっているかどうかは不明である。
米国の政策はその後、「buy to deny」（直訳: 拒否するために買う）が主流になった。アフガン戦争時やイラク戦争時に米国防総省がイコノス民間衛星の画像を排他的に買占め、他者がたとえ金銭によってこれらの情報を入手しようとしても、買えないようにしていた。イコノスを運営する米スペース・イメージング社は否定しているが、関係者の間では有名な話である。
シャッター・コントロールを嫌い、日本の偵察衛星（情報収集衛星）はコストや時間がかかっても、日本独自の技術で開発することが決定された。
また、撮影対象を規制するのと同様に、アメリカ合衆国連邦政府は、自国衛星技術を使用して撮影した地上画像の分解能についても規制しており、2014年6月までは分解能50cmより高精細の画像の商用販売を禁止していた。このため、2008年9月に打ち上げられたGeoEye-1は商用衛星としては最高の41cmの分解能を持っていたが、分解能を50cmに落として販売されており、米国政府の規制によって契約している米Google Inc.が使える画像も50cm強の解像度の画像であった。情報収集衛星光学5号機は、GeoEye-1のこの分解能41cmの性能を超えることを目標に開発された。2014年6月以降はアメリカ政府による規制が緩和され、分解能25cmまでの画像の商用販売が可能になったことにより、2021年度に打ち上げられる情報収集衛星光学8号機は、分解能25cmを越える性能を目指して開発される予定である。